# Pteropus neohibernicus
Pteropus neohibernicus is een vleermuis uit het geslacht Pteropus.

## Kenmerken
Samen met P. melanopogon is deze soort de grootste vleerhond in de omgeving, met een gewicht van tot 1,6 kg. De kleur van de vacht is meestal goudbruin, maar kan sterk verschillen van dier tot dier. De rug is maar spaarzaam behaard, zodat de zwarte huid te zien is. De bek is zeer lang en smal. Net als veel andere vleerhonden heeft dit dier geen staart. De kop-romplengte bedraagt 210 tot 330 mm, de voorarmlengte 165 tot 207 mm, de tibialengte 79 tot 94,2 mm, de achtervoetlengte 51,4 tot 59,1 mm, de oorlengte 20 tot 28,3 mm en het gewicht 725 tot 1500 g (gebaseerd op exemplaren uit Nieuw-Ierland en de Papoea-Nieuw-Guinese provincie Sandaun).

## Leefwijze
Net als andere vleerhonden leeft deze soort van fruit. Het dier is 's nachts actief; overdag slaapt het in grote koloniën.

## Voortplanting
Over de voortplanting van deze soort is weinig bekend. Er zijn zwangere vrouwtjes gevonden in januari, vrouwtjes met zeer jonge jongen in december en vrouwtjes met oudere jongen in juni en augustus. De vleugelslagen maken een zeer luid geluid.

## Verspreiding
Deze soort komt voor op Nieuw-Guinea en de omliggende eilanden. Tot nu toe is het dier gevonden op de eilanden Gebe, Karkar, Lihir, Manus, Mioko, Nieuw-Brittannië, Nieuw-Ierland, Rambutyo, Sakar, Tabar, Umboi en Nieuw-Guinea zelf, waar het dier tot op 1000 m hoogte kan worden gevonden. Er bestaan twee ondersoorten: P. n. hilli Felten, 1961 op Manus en P. n. neohibernicus Peters, 1876 in de rest van het verspreidingsgebied. De populatie op Manus is in 1985 door een ziekte bijna uitgestorven.

## Gallerij

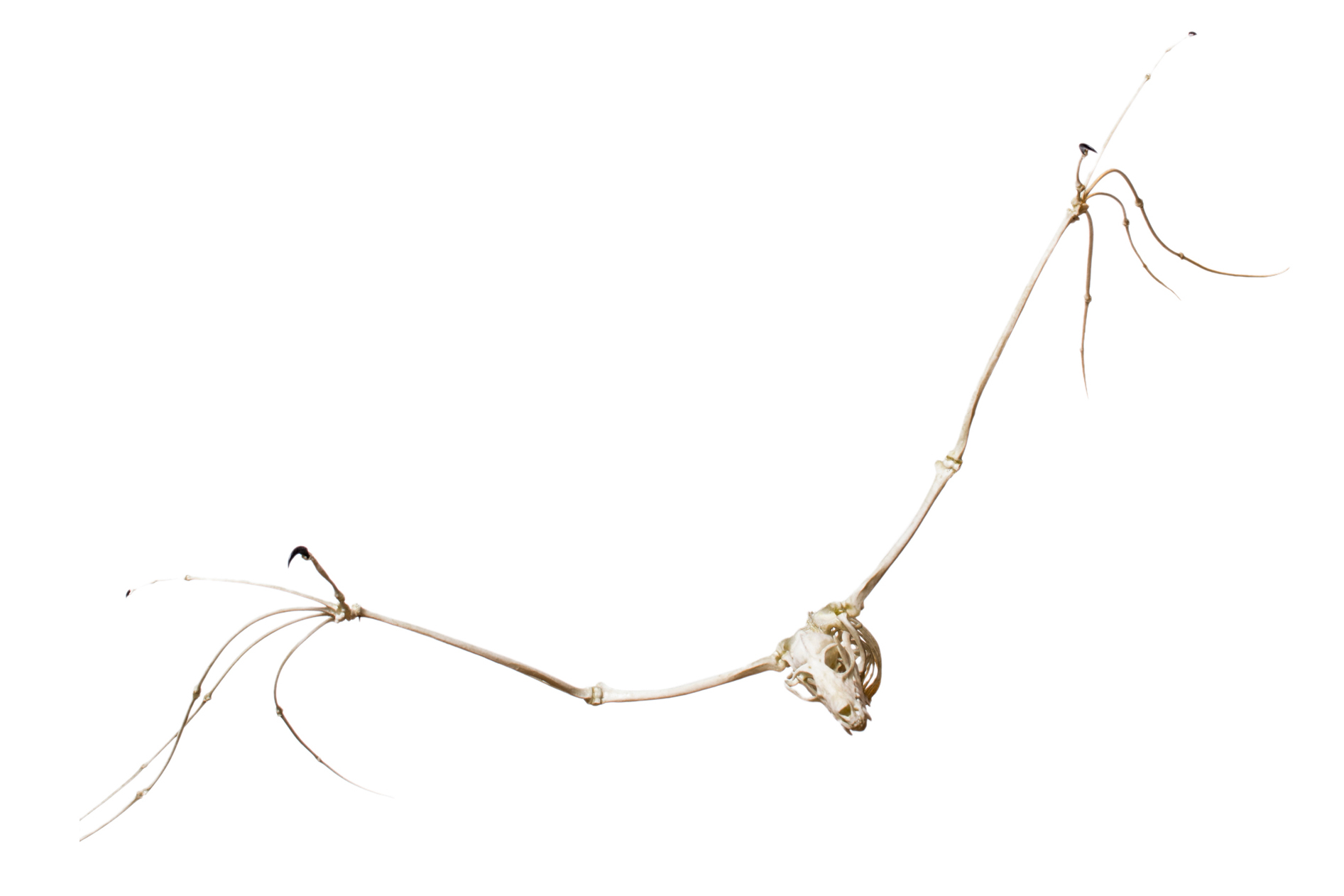
Pteropus neohibernicus skelet
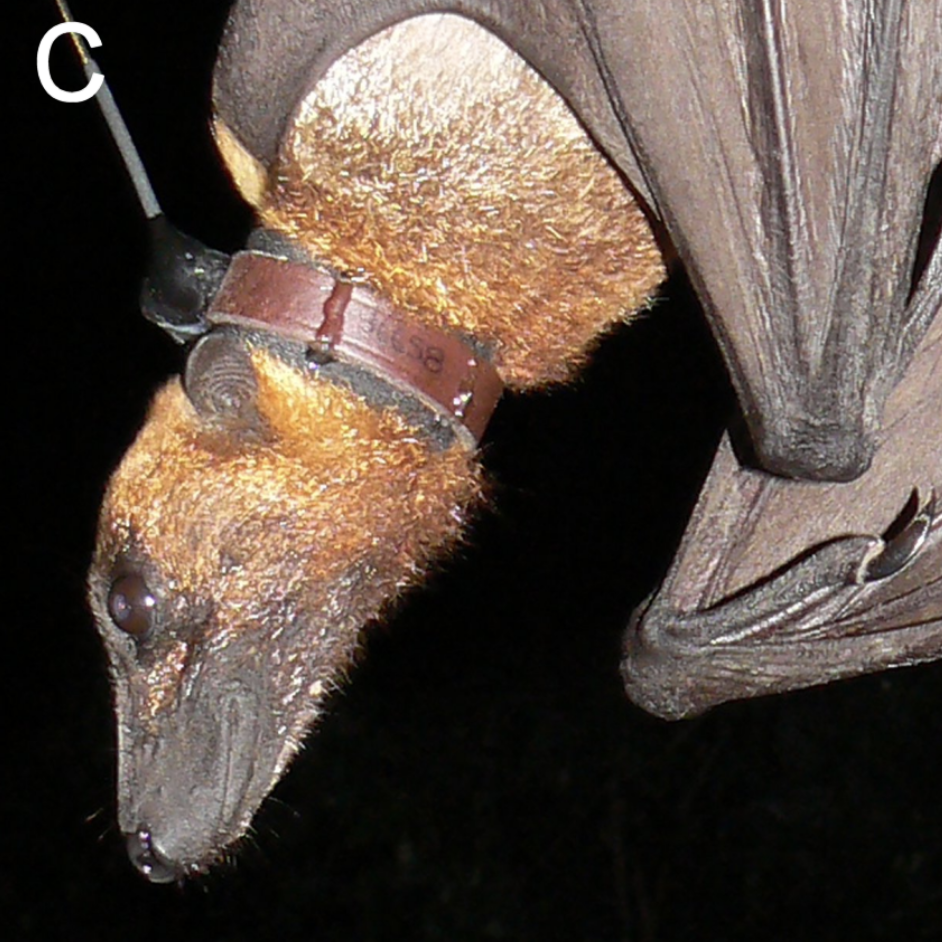
Pteropus neohibernicus met een GPS halsband